# Dialysis meridionalis
Dialysis meridionalis är en tvåvingeart som beskrevs av Yang 1997. Dialysis meridionalis ingår i släktet Dialysis och familjen vedflugor. Inga underarter finns listade i Catalogue of Life.